# Блиох (дворянский род)
Блиох (пол. Bloch) — дворянский род.
Потомство российского экономиста, банкира и предпринимателя И. С. Блиоха (1836—1901).
Определением Правительствующего Сената от 15 ноября 1882 года, статский советник Иван Блиох утверждён в потомственном дворянском достоинстве, с правом на внесение в третью часть дворянской родословной книги, вместе с сыном Гейнрихом-Яном и дочерьми: Марией-Екатериной, Александрой-Эмилией, Эмилией и Иоанной-Марией, по Всемилостивейше пожалованному ему в 1877 году ордену св. Владимира 4 степени.

## Описание герба
В лазоревом щите половина серебряного кольца, концами вниз. На кольце серебряное острие от копья. Внизу серебряное колесо с восемью спицами.
На щите дворянский коронованный шлем. Нашлемник: три страусовых пера, среднее серебряное, крайние лазоревые. Намёт на щите лазоревый, подложенный серебром. Девиз: «OMNIA LABORE» серебряными буквами на лазуревой ленте. Герб Ивана Блиоха внесён в Часть 14 Общего гербовника дворянских родов Всероссийской империи, стр. 106.